# Junkers G 23
Lo  Junkers G 23  fu un aereo di linea e da trasporto civile, monoplano ad ala bassa, sviluppato dalla Junkers Flugzeugwerke AG, divisione aeronautica della Junkers & Co., negli anni venti e prodotto in piccola serie su licenza dalla svedese AB Flygindustri.
Sostanzialmente fu un modello di transizione, penalizzato nelle prestazioni dalle restrizioni internazionali imposte alla Germania al termine della prima guerra mondiale, dal quale si sviluppò il definitivo G 24 che ne riproponeva aspetto e dimensioni generali, nonché capacità in posti a sedere per i passeggeri, ma con una motorizzazione dalla maggiore e più adeguata potenza disponibile.

## Storia del progetto
Dopo la fine della Grande Guerra la tecnologia acquisita per costruire i velivoli da guerra ebbe una benefica ricaduta sull'aviazione commerciale nell'apertura in tutta Europa di tratte commerciali per il trasporto merci e passeggeri. Agli inizi degli anni venti quella che era inizialmente considerato un servizio destinato a pochi facoltosi uomini d'affari si rivelò avere un tangibile sviluppo commerciale determinato dall'incremento di richiesta di trasporto passeggeri. Sulla Germania pesavano le conseguenze della sconfitta dell'Impero tedesco nella prima guerra mondiale che, a causa delle pesanti restrizioni imposte dalle clausole del Trattato di Versailles, non poté dotarsi di una efficiente flotta di velivoli fino al 1922.
La Junkers GmbH già aveva in produzione dal 1919 un apparecchio innovativo dalla costruzione interamente metallica, il monomotore Junkers F 13, che scaduti i termini imposti cominciò ad essere usato con successo sulle tratte passeggeri. Nel giro di poco tempo però la capacità di 4-5 posti a sedere si rivelò insufficiente a poter soddisfare le sempre più crescenti richieste sulle principali tratte nazionali ed europee per cui alla Junkers venne deliberato un nuovo progetto di un velivolo che pur basandosi sull'F 13 riuscisse a trasportare un maggior numero di passeggeri.
Il prototipo, approntato nel 1923, era una versione maggiorata del precedente, ma, a causa del maggior peso conseguente, ci si rese conto che non erano disponibili motori sufficientemente potenti per consentirgli un impiego operativo. La soluzione fu di cambiare la configurazione del velivolo adottando ulteriori due motori da posizionare in opportune gondole alari.
Il nuovo progetto, che assunse la denominazione G 23, venne concepito per utilizzare i nuovi e parchi motori a ciclo diesel Junkers L2, capaci nelle versioni iniziali di fornire circa 200 CV (147 kW). L'Internationalen Luftfahrt-Überwachungskommision, la commissione internazionale addetta al controllo del rispetto delle norme di restrizione in campo aeronautico, bloccò il progetto che, a causa della potenza dei motori L2, lo considerò un potenziale velivolo a scopi militari.
La costruzione poté essere ripresa solo qualche tempo dopo, con la concessione ad usare, in una configurazione mista, un motore BMW IIIa posto in posizione centrale, più due Mercedes D.I posizionati nelle gondole alari.
L'assemblaggio finale venne eseguito presso il Flughafen Fürth-Nürnberg, un aeroporto ora scomparso vicino a Fürth, questo perché le strutture della fabbrica di Dessau, impegnate nella produzione dell'F 13, non erano sufficientemente capienti per permetterlo.
L'aspetto riprendeva le forme del precedente modello, con la tipica lamiera ondulata Junkers che ricopriva interamente la struttura del velivolo. Nella fusoliera, dietro alla cabina di pilotaggio chiusa posizionata frontalmente, era ricavato il compartimento passeggeri, accessibile tramite un portello laterale, dotato di 9 comodi posti a sedere, di illuminazione, riscaldamento e, nella sezione posteriore, di un bagagliaio e di un bagno completo di lavandino; dotazione che ne faceva un velivolo sicuramente molto confortevole per gli standard dell'epoca.
Il prototipo volò per la prima volta il 23 settembre 1924, ai comandi del pilota collaudatore dell'azienda Wilhelm Zimmermann, volo al termine del quale però si concluse con un incidente in fase di atterraggio restando seriamente danneggiato.
La maggior parte dei G 23 venne prodotta dalla svedese AB Flygindustri che nel 1925 ottenne il permesso di poter produrre su licenza alcuni modelli progettati dalla ditta tedesca. A Dessau, sede dell'azienda tedesca, venivano realizzate alcune grandi parti dei modelli, alle volte modificate per uso militare, che poi venivano inviate alle due fabbriche estere per l'assemblaggio del velivolo completo. Dal maggio 1926, grazie al ridimensionamento delle sanzioni internazionali, la produzione ritornò in Germania.

## Impiego operativo
I primi tre esemplari realizzati vennero acquistati dalla compagnia aerea svizzera Ad Astra Aero che operarono per qualche tempo prima di essere successivamente convertiti allo standard G 24.

## Utilizzatori
Svizzera
- Ad Astra Aero

operò con tre esemplari.